# Landescorps

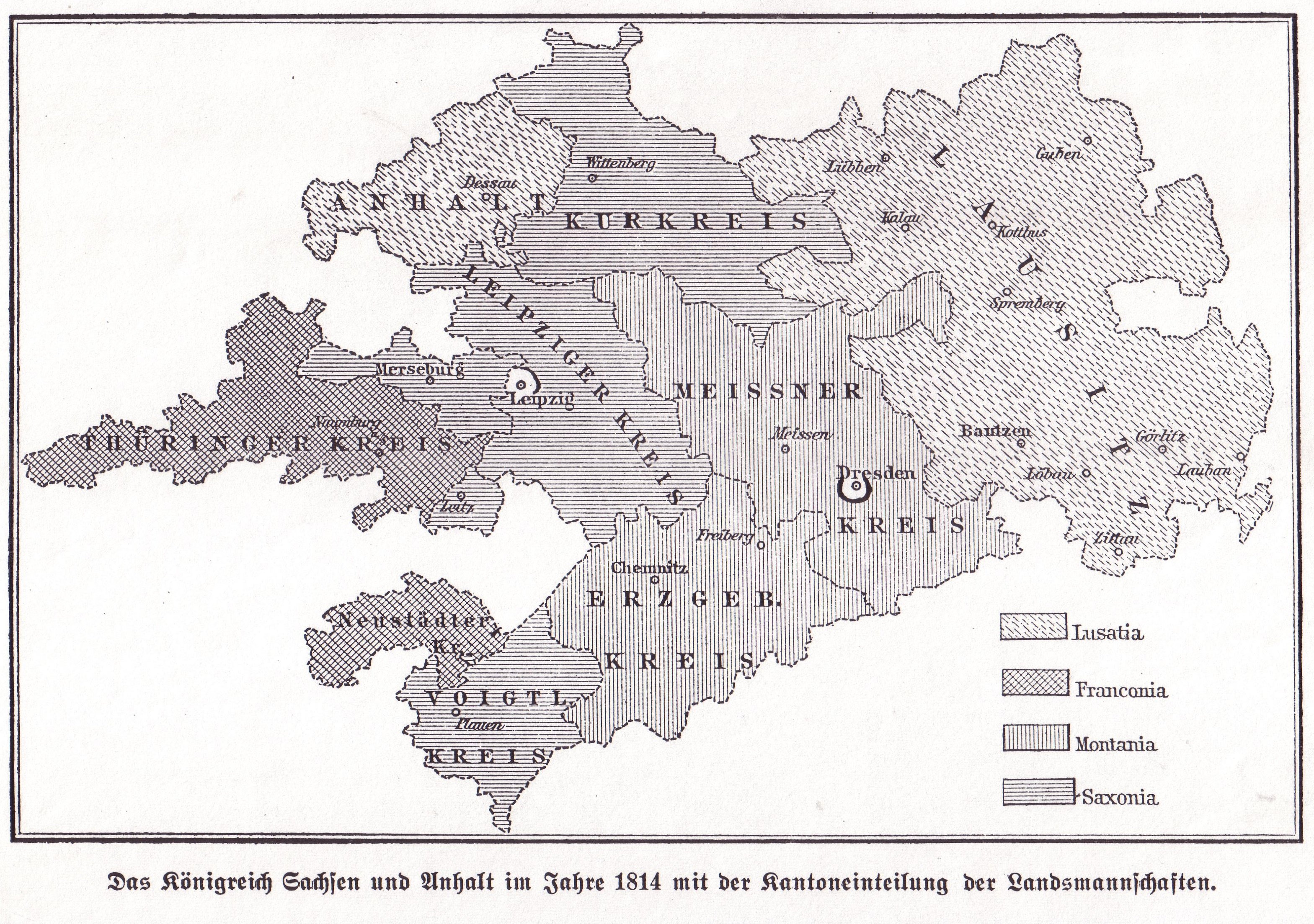
Richard Andree: Kantoneinteilung für die Landsmannschaften im Königreich Sachsen (1814)

Ein Landescorps gewann die Mehrzahl seiner studentischen Mitglieder aus dem Land seiner Universität. Darauf bezieht sich auch der Name des Corps. 

## Bedeutung
Die Zuordnung stammt aus der Zeit, als die Senioren-Convente ihre Rekrutierungskantone noch in den SC-Comments festlegten; sie wird aber – teilweise und inoffiziell – noch heute verwendet. Besondere Bedeutung hatten die Landescorps im 19. Jahrhundert; denn in kleineren Staaten waren die höhere Beamtenschaft, bisweilen auch der Landesherr oder Angehörige des regierenden Hauses Mitglieder dieser Corps. Damit hatten die Landescorps eine Vorrangstellung in der studentischen Repräsentation.

## Beispiele
- Bavaria München für das Königreich Bayern
- Borussia Bonn für den preußischen Adel
- Brunsviga Göttingen für das Herzogtum Braunschweig
- Hassia-Gießen für die Provinz Oberhessen
- Hasso-Nassovia für Hessen-Nassau
- Holsatia für das Herzogtum Holstein und die Provinz Schleswig-Holstein
- Littuania für Preußisch Litauen
- Lusatia Breslau für die Oberlausitz
- Lusatia Leipzig für die Niederlausitz
- Masovia für Masuren
- Palaio-Alsatia für das Elsass
- Palatia Bonn für die Pfalz
- Palatia München für die Oberpfalz
- Pomerania für Pommern
- Rhenania Freiburg für das Großherzogtum Baden
- Rhenania Tübingen für Schwaben
- Saxonia Leipzig für das Königreich Sachsen
- Saxonia Wien für die Siebenbürger Sachsen
- Suevia Tübingen für das Königreich Württemberg
- Transrhenania für die  Rheinpfalz
- Vandalia Rostock für Mecklenburg
- Vandalia Heidelberg für den mecklenburgischen Adel (und das Bürgertum Hamburgs)